# The Canby Hill Outlaws
The Canby Hill Outlaws è un cortometraggio muto del 1916 scritto, diretto e interpretato da Tom Mix. Prodotto dalla Selig Polyscope Company, il film aveva come altri interpreti Victoria Forde, Sid Jordan, Pat Chrisman.

## Produzione
Il film fu prodotto dalla Selig Polyscope Company.

## Distribuzione
Distribuito dalla General Film Company, il film - un cortometraggio in una bobina - uscì nelle sale cinematografiche statunitensi il 7 ottobre 1916. In Danimarca, fu distribuito il 16 dicembre 1917 con il titolo Canby Hill Banditterne.